# 黑寬箬鰨
黑寬箬鰨為輻鰭魚綱鰈形目鰨亞目鰨科的其中一種，分布於西南太平洋澳洲東部的半淡鹹水海域，本魚有眼睛的一邊呈均勻的黑色或淡褐色，胸鰭幾乎黑色,背鰭、臀鰭與尾鰭有狹窄的微白色邊緣，尾鰭圓的，胸鰭小，背鰭軟條56-62枚;臀鰭軟條44-52枚，體長可達35公分，棲息在泥底質河川下游、河口區底層水域，生活習性不明，可作為食用魚。